# جيمس جيلبرت أندرسون
جيمس جيلبرت أندرسون (بالإنجليزية: James G. Anderson)‏ (من مواليد 1944 في سبوكين بواشنطن) هو أستاذ الكيمياء الجوية الخاص بفيلبس وايلد في كلية جون بولسون للهندسة والعلوم التطبيقية في جامعة هارفارد، وهو المنصب الذي يشغله منذ عام 1982. كما شغل منصب رئيس قسم الكيمياء والكيمياء الحيوية في جامعة هارفارد من عام 1998 إلى عام 2001، كما حصل على زمالة الجمعية الأمريكية لتقدم العلوم، والأكاديمية الأمريكية للفنون والعلوم، والاتحاد الجيوفيزيائي الأمريكي.
حصل جيمس على جائزة إرنست أورلاندو لورانس لعام 1993 وجائزة آرثر داي لعام 1996.

## روابط خارجية
- Faculty page